# Chaetocalyx nigricans
Chaetocalyx nigricans är en ärtväxtart som beskrevs av Arturo Erhardo Erardo Burkart. Chaetocalyx nigricans ingår i släktet Chaetocalyx och familjen ärtväxter. Inga underarter finns listade i Catalogue of Life.